# Detlef Günther (Künstler)
Detlef Günther (* 1. Juni 1958 in Wolfsburg) ist ein deutscher Künstler und Erfinder.

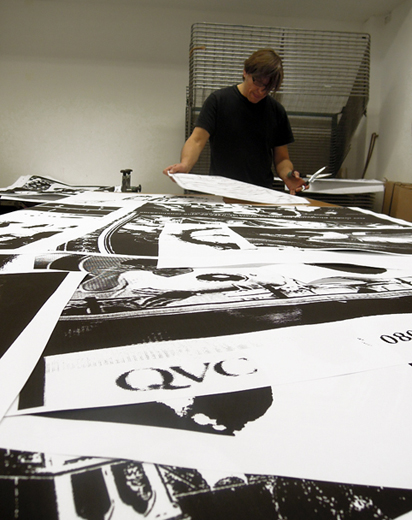
Detlef Günther 2017 – Arbeit am Projekt „Human Image“

## Leben
Detlef Günther studierte an der Ludwig-Maximilian-Universität in München und der Freien Universität Berlin Geistes- und Kommunikationswissenschaften und schloss das Studium 1982 mit einer wissenschaftlichen Arbeit über Die Kunstauffassung der Kritischen Theorie ab.
Von 1984 bis 1990 studierte er Freie Kunst an der HdK Berlin, nachmals UdK, mit dem Abschluss als Meisterschüler bei Professor Hans-Jürgen Diehl. Zur gleichen Zeit gründete er mit Martin Assig, Klaus Hoefs, Oliver Öfelein und Jochen Stenschke die Künstlergruppe BOR, mit deren Arbeiten u. a. eine Ausstellung im Gemeente Museum Helmond (Niederlande) stattfand, zu der der Kunsthistoriker Eugen Blume den Einleitungstext schrieb. Als freier Künstler war Günther in den 90er Jahren Mitarbeiter an dem Forschungsprojekt „Technisches Sehen“ beim Medieninstitut Berlin (Leitung: Arthur Engelbert). 1990 nahm Günther an den Gruppenausstellungen „Visum“ in Warschau und Berlin teil. 1997 gründete er die „Twosuns Media Development GmbH“ und entwickelte das interaktive Environment-System „Enclued“ in Anbindung an ein neuartiges Kameraverfahren, das Personenbewegungen im Raum dreidimensional aufzeichnet. Beide Erfindungen wurden vom Deutschen und Europäischen Patentamt patentiert.
Im Auftrag von Unternehmen und Institutionen wie Sony Deutschland, dem Festspielhaus Hellerau, dem Haus der Kulturen der Welt, dem Künstler Carsten Nicolai und dem Canon ArtLab in Tokyo (Projekt POLAR, Goldene Nica 2001) realisierte Detlef Günther zwischen 1992 und 2002 verschiedene Medienprojekte. Günther ist Mitglied der 2016 gegründeten Bewegung Demokratie in Europa 2025 (DiEM25). Arbeiten Detlef Günthers sind u. a. vertreten in der Sammlung Ruth und Karl Kremer (NRW), in der EON Kunstsammlung, in der Kunstsammlung der Deutschen Bank (Frankfurt), im Kunstmuseum Gelsenkirchen und im Museo degli Angeli (Brolo-Sizilien).

## Einzelausstellungen (Auswahl)
- 2022 The Message - Joachim's Dream, Museo degli Angeli, Brolo (Sizilien)
- 2020 Joachims Traum (Arrangements der Sichtbarkeit), Studio Detlef Günther - Medieninstallation für ein Videogemälde und eine 3D-Figur (Kammerversion)
- 2019 The Mirandola Series, Andreas Reinsch Project, Berlin
- 2017 SOMNIUM - Die Wirklichkeit des Bildes (Joachims Traum) - EVA Berlin, Digital Remastered, im Heinrich Hertz Institut Berlin - Vortrag und Ausstellungsbeteiligung zusammen mit Prof. Dr. Arthur Engelbert
- 2017 The Human Image, Andreas Reinsch Project, Berlin
- 2016 Grund - Transnaissance no.2, Kunst in der Kirche, Berlin
- 2015 Transnaissance no.1, Andreas Reinsch Project, Berlin
- 2012 The Manifestation of Volumes, Kirche auf dem Tempelhofer Feld, Berlin
- 2007 Heaven Opens, KunstBüroBerlin, Berlin
- 2006 Dignity of Man - Civilized Meditation, Tieranatomisches Theater der Humboldt-Universität, Berlin
- 1993 Zone Reality - Gewalt und Wirklichkeit, Volksbühne, Schauraum der NGBK, Flughafen Tempelhof, Berlin
- 1992 Projekt Gelb 92. Redesign - Die Erde ist Gelb, Berlin
- 1992 Kapazität, Galerie Treppenhaus, Berlin
- 1991 Detlef Günther, Galerie Kremer, Gelsenkirchen
- 1990 Der Tag heute davor und dahinter und mittendrin, Galerie Tengelmann, Köln
- 1990 Das Spiel mit den Steinen auf dem Wasser, Eisenhalle, Berlin
- 1989 Wände-Seelen-Schnee, Eisenhalle, Berlin
- 1988 D. Günther, Galerie Kremer-Tengelmann

## Ausstellungsbeteiligungen (Auswahl)
- 2017 Andreas Reinsch Project - Gruppenausstellung zusammen mit Sebastian Bolesch, Jonathan Meese, Albert Maria Pümpel und Emanuelle Wilhelm
- 2010 Imaginarium, Galerie Wedding, Berlin
- 2006 Inspiration, KunstBüroBerlin, Berlin
- 2004/05 Slow the Eye, Chelsea Hotel, New York; Arena Berlin
- 1995 Gebet - silber, St. Petri Kapelle, Brandenburg
- 1992 Galerie Vanguardia, Bilbao / Spanien
- 1992 Galeria Indice, Torre la Vega / Spanien
- 1992 Casa de Cultura, Eivar / Spanien
- 1992 Gruppe BOR, Gemeente Museum, Helmond / Holland
- 1992 Galerie Sephira, Madrid / Spanien
- 1991 Casa de Cultura, Basauri / Spanien
- 1990 Plener Warszawa, Biuro Wystaw Atystycznych, Berlin, Warschau
- 1990 Projekt Visum, Guardini-Stiftung, Berlin und BWA - Staatliche Kunsthalle, Olsztyn, Polen
- 1990 Gruppe BOR, Galerie Westernhagen, Köln
- 1989 Gruppe BOR, Eisenhalle, Berlin
- 1989 Große Münchner Kunstausstellung ’89, Haus der Kunst, München
- 1988 Gruppe BOR, Galerie Westernhagen, Köln
- 1988 Große Münchner Kunstausstellung, ’88, Haus der Kunst, München

## Publikationen von Detlef Günther
- Detlef Günther: Heaven Opens. Tübingen/Berlin 2009, ISBN 978-3-8030-3340-6.